# فورت داج (کانزاس)
فورت داج (به انگلیسی: Fort Dodge) شهری در ایالت کانزاس کشور ایالات متحده آمریکا است که جمعیت آن در سرشماری سال ۲۰۱۰ میلادی، ۱۶۵ نفر بوده‌است.